# Móczán Péter
Móczán Péter (Szeged, 1951. november 4. –) magyar zeneszerző, előadóművész, producer, basszusgitáros. Az East együttes alapítója és vezetője, több film és színházi előadás zeneszerzője.

## Életpályája
Szülei: Móczán Lajos (1910–1983) és Nyári Izabella voltak. 1970–1975 között a szegedi Angyalok rock-, majd dzsessz-együttes tagja volt. 1971-ben az együttessel a salgótarjáni országos amatőrfesztivál első helyezését érték el. 1972-ben a Ki mit tud? második helyezettjei lettek. 1975–1994 között az East együttes alapító tagja és vezetője, 1991-től producere volt. 1983-ban az év basszusgitárosa volt. 1984–1985 között a Pécsi Balettel dolgozott; Lengyelországban, Hollandiában, Ausztriában, az NSZK-ban, a SZU-ban és Nyugat-Berlinben turnézott. 1991 óta produkciós irodát vezet.

## Lemezei
- Játékok (1981)
- Blue Paradise (1982)
- Hűség (1982)
- Rések a falon (1983)
- Az áldozat (1984)
- 1986 (1986)
- A szerelem sivataga (1988, 1994)
- East '56/Wind of Change (1989)
- Taking the Wheel (1991)
- Radio Babel (1994)
- Két arc (1995)

## Filmjei

### Zeneszerzőként
- Mandulák (1991)
- Édes álom (1992)
- Egy diáktüzér naplója (1992)
- Kávéház (1993)
- Két arc (1995) (producer is)
- A múzsa csókja - Simon Jolán (1998)

### Producerként
- 100 év foci (1999)
- Magyar gyárak a millennium korában (2000) (rendező is)
- A csodálatos mandarin (2001)
- Valahol otthon lenni (2003-2004)
- Mozi zongorára (2003)
- Kossuth tér 1956 (2003)
- A regélő Retyezát (2003)
- Melbourne 1956 (2004)
- Könnyű zene, nehéz évek (2004)
- Farkasok a láthatáron (2004)
- A kékszakállú herceg vára (2005)[3]
- Pártfogók és pártfogoltak (2006)
- Bűvös vadászok (2009) (rendező is)

### Rendezőként
- Levelek Rákosihoz (2006) (forgatókönyvíró is)